# Erik I van Saksen
Erik I van Saksen-Lauenburg (circa 1280 - Nienburg, 1360) was van 1282 tot 1296 mede-hertog van Saksen, daarna van 1296 tot 1303 hertog van Saksen-Lauenburg en van 1303 tot 1338 hertog van Saksen-Ratzeburg-Lauenburg. Hij behoorde tot het huis Ascaniërs.

## Levensloop
Erik I was de tweede zoon van hertog Johan I van Saksen en Ingeborg Birgersdotter van Bjelbo, dochter van regent Birger Jarl van Zweden. Zijn vader regeerde gezamenlijk met zijn oom Albrecht II over het hertogdom Saksen. In 1282 deed Johan I troonsafstand ten voordele van zijn drie minderjarige zoons: Johan II, Erik en Albrecht III. Omdat ze nog niet zelfstandig konden regeren, bleef hun oom Albrecht II voorlopig de enige heerser van het hertogdom Saksen. Nadat de broers volwassen werd verklaard, bestuurden ze samen met hun oom het hertogdom Saksen.
In 1296 verdeelden Erik I, Johan II en Albrecht III samen met Albrecht II het hertogdom Saksen onderling. Erik I, Johan II en Albrecht III kregen gezamenlijk het hertogdom Saksen-Lauenburg, terwijl Albrecht II het hertogdom Saksen-Wittenberg kreeg. Erik I en zijn broers regeerden voorlopig het hertogdom Saksen-Lauenburg gezamenlijk, maar beslisten in 1303 om hun gezamenlijk regeringsgebied onderling te verdelen. Erik I kreeg het hertogdom Saksen-Bergedorf-Lauenburg, Johan II het hertogdom Saksen-Mölln en Albrecht III het hertogdom Saksen-Ratzeburg. 
Nadat zijn broer Albrecht III in 1308 overleed, erfde Erik I een deel van zijn hertogdom. Nadat de weduwe van Albrecht III, Margaretha van Brandenburg, in 1315 ook kwam te overlijden, erfde Erik I de rest van het hertogdom Saksen-Ratzeburg. Zijn andere broer Johan II wou echter ook een deel van het vroegere gebied van Albrecht III, dus besloten Erik I en Johan II in 1321 hun gebieden te herverdelen. Hierbij stond Erik Bergedorf af aan Johan II. Het gebied van Erik stond sindsdien bekend als het hertogdom Saksen-Ratzeburg-Lauenburg en het gebied van Johan II als het hertogdom Saksen-Bergedorf-Mölln.
In 1338 trad Erik af als hertog ten voordele van zijn zoon Erik II. In de nasleep van zijn conflict met hertog Willem van Brunswijk-Grubenhagen was hij namelijk gedwongen om in ballingschap bij zijn dochter Jutta in Nienburg te gaan leven. Het was daar dat Erik I in 1360 stierf.

## Huwelijk en nakomelingen
Tussen 1316 en 1318 huwde Erik I met Elisabeth van Pommeren (1291 - na 1349), dochter van hertog Bogislaw IV van Pommeren. Ze kregen volgende kinderen:
- Erik II (1318/1320-1368), hertog van Saksen-Ratzeburg-Lauenburg
- Johan (overleden in 1372), bisschop van Cammin
- Helena (overleden na 1354), huwde met graaf Johan II van Hoya-Bruchhausen
- Jutta (overleden na 1354), huwde met graaf Gerard III van Hoya-Nienburg